# جلالیه (تهران)

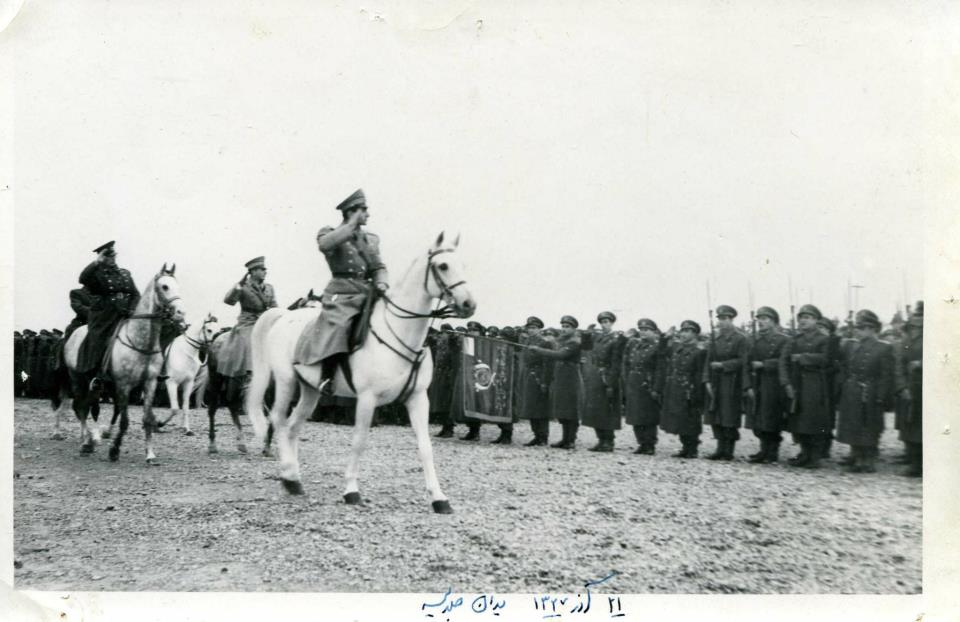
محمدرضا شاه پهلوی در حال رژه در پارک فرح (۱۳۲۷)

جَلالیه یکی از محلات قدیمی مرکز شهر تهران در محل دانشگاه تهران و شمال آن است. 
نام پیشین آن در زمان قاجار نصرت‌آباد بود و قرار بود دانشگاه تهران نخست در زمین باغ جلالیه ساخته شود. در دوران قدیم جلالیه به همراه پارک ظل‌السلطان و پارک امین‌الدوله از گردشگاه‌های تهرانیان بود. باغ جلالیه در شمال تهران آن روز میان روستای امیرآباد و خندق شمالی تهران قرار داشت. این باغ که پوشیده از درختان کهنسال مثمر و غیرمثمر بود در حدود سال ۱۳۰۰ قمری در واپسین سال‌های حکومت ناصرالدین‌شاه قاجار به فرمان شاهزاده‌ای به نام جلال‌الدوله بنا یافته و در آن روز در مالکیت بازرگانی به نام حاج رحیم آقای اتحادیه تبریزی بود.

## دوره قاجار
نصرت‌آباد را نخست نصرت‌الدوله برادر بزرگ فرمانفرما در زمان قاجار آباد کرده بود و به همین خاطر نصرت‌آباد نامیده می‌شد. جلالیه (نصرت‌آباد) در قدیم که شهر تهران به آن نرسیده بود در فاصله کمی از خندق شمال غربی شهر تهران قرار داشته.
در جلالیه ساختمانی در میان باغی بود به نام عمارت جلالیه که ناصرالدین‌شاه قاجار در چهار نوبت روزهای چهارشنبه ۱۴ ربیع‌الاول ۱۳۰۳، یکشنبه ۳ صفر ۱۳۰۴، پنج‌شنبه ۱۹ شوال ۱۳۱۱ و چهارشنبه ۲۰ جمادی‌الثانی ۱۳۱۲ هجری قمری به آن عمارت سر زد.∗

## دوره پهلوی
در روزگار رضاشاه میدان بزرگی در جلالیه برای رژه لشکرهای مقیم مرکز ساختند که بعدها تبدیل به پارکی به نام پارک فرح شد.
برای بنیاد دانشگاه تهران در پنجم خرداد ۱۳۱۳ هجری خورشیدی باغ جلالیه را از قرار متری ۵ ریال و جمعاً به مبلغ ۱۰۰۰۰۰ تومان از حاجی اتحادیه تبریزی و فرزندان رستم گیو معروف به ارباب رستم گیو و مادر آنها خریداری کردند و موسیو گدار به سرعت مامور تعیین حدود، نرده گذاری، طراحی و اجرای عملیات ساختمانی در آن شد.